# UCI America Tour 2023
L'UCI America Tour 2023 è la diciannovesima edizione dell'UCI America Tour, uno dei cinque circuiti continentali di ciclismo dell'Unione Ciclistica Internazionale, composto da corse che si disputano nel continente americano.

## Squadre partecipanti
La partecipazione delle squadre alle diverse gare dipende dalla categoria dell'evento. Ad esempio le squadre UCI World Tour possono partecipare esclusivamente a corse di categoria .1 e il loro numero è limitato.
| Categoria | Categoria            | Squadre                                                                                |
| --------- | -------------------- | -------------------------------------------------------------------------------------- |
| .1        | 1.1 (Corse in linea) | * UCI World Tour (max 50%) * UCI ProTeam * UCI Continental Team * Squadre nazionali    |
| .1        | 2.1 (Corse a tappe)  | * UCI World Tour (max 50%) * UCI ProTeam * UCI Continental Team * Squadre nazionali    |
| .2        | 1.2 (Corse in linea) | * UCI ProTeam * UCI Continental Team * Squadre nazionali * Squadre regionali e di club |
| .2        | 2.2 (Corse a tappe)  | * UCI ProTeam * UCI Continental Team * Squadre nazionali * Squadre regionali e di club |

## Calendario

### Ottobre 2022
| Data | Prova                                        | Cat. | Vincitore         | Squadra         |
| ---- | -------------------------------------------- | ---- | ----------------- | --------------- |
| 22   | Campionati caraibici - Cronometro (2022)     | 1.2  | Kaden Hopkins     | Bermuda         |
| 23   | Campionati caraibici - Prova in linea (2022) | 1.2  | Edwin Nubul       | Martinica       |
| 23-1 | Vuelta a Guatemala (2022)                    | 2.2  | Mardoqueo Vásquez | Hino-One-La Red |

### Novembre 2022
| Data  | Prova                    | Cat. | Vincitore         | Squadra                      |
| ----- | ------------------------ | ---- | ----------------- | ---------------------------- |
| 12-19 | Vuelta al Ecuador (2022) | 2.2  | Robinson Chalapud | Team Banco Guayaquil-Ecuador |

### Dicembre 2022
| Data  | Prova                               | Cat. | Vincitore          | Squadra          |
| ----- | ----------------------------------- | ---- | ------------------ | ---------------- |
| 16-25 | Vuelta Ciclista a Costa Rica (2022) | 2.2  | Marco Tulio Suesca | Movistar-Best PC |

### Gennaio
| Data  | Prova                        | Cat. | Vincitore             | Squadra                     |
| ----- | ---------------------------- | ---- | --------------------- | --------------------------- |
| 5-8   | Giro del Sol San Juan (2023) | 2.2  | Maximiliano Navarrete | Gremios por el Deporte-Yaco |
| 15-22 | Vuelta al Táchira (2023)     | 2.2  | José Alarcón          | Fundación Ángeles Hernandez |

### Febbraio
| Data | Prova                               | Cat. | Vincitore       | Squadra |
| ---- | ----------------------------------- | ---- | --------------- | ------- |
| 1°-5 | Vuelta del Porvenir San Luis (2023) | 2.2  | Martín Vidaurre | Cile    |

### Marzo
| Data        | Prova                 | Cat. | Vincitore     | Squadra           |
| ----------- | --------------------- | ---- | ------------- | ----------------- |
| 29-2 aprile | Vuelta Bantrab (2023) | 2.2  | Óscar Sevilla | Team Medellín–EPM |

### Aprile
| Data  | Prova                   | Cat. | Vincitore  | Squadra                                      |
| ----- | ----------------------- | ---- | ---------- | -------------------------------------------- |
| 26-30 | Tour of the Gila (2023) | 2.2  | Alex Hoehn | Above & Beyond Cancer Cycling p/b Bike World |

### Maggio
| Data  | Prova                                   | Cat. | Vincitore          | Squadra                            |
| ----- | --------------------------------------- | ---- | ------------------ | ---------------------------------- |
| 4-7   | Vuelta a Catamarca Internacional (2023) | 2.2  | Miguel Ángel López | Team Medellín - EPM                |
| 11-14 | Vuelta a Formosa Internacional (2023)   | 2.2  | Laureano Rosas     | Gremios por el Deporte - Cutral Co |
| 18-21 | Joe Martin Stage Race (2023)            | 2.2  | Riley Sheehan      | Denver Disruptors                  |

### Giugno
| Data  | Prova                    | Cat. | Vincitore          | Squadra             |
| ----- | ------------------------ | ---- | ------------------ | ------------------- |
| 14-18 | Tour de Beauce (2023)    | 2.2  | Luke Valenti       | Team Ecoflo Chronos |
| 16-25 | Vuelta a Colombia (2023) | 2.2  | Miguel Ángel López | Team Medellín - EPM |

### Agosto
| Data | Prova                        | Cat. | Vincitore      | Squadra             |
| ---- | ---------------------------- | ---- | -------------- | ------------------- |
| 12   | Gran Premio Guatemala (2023) | 1.2  | Róbigzon Oyola | Team Medellín - EPM |
| 13   | Gran Premio Chapin (2023)    | 1.2  | Javier Jamaica | Team Medellín - EPM |

### Settembre
| Data  | Prova                    | Cat. | Vincitore         | Squadra                      |
| ----- | ------------------------ | ---- | ----------------- | ---------------------------- |
| 23-30 | Vuelta al Ecuador (2023) | 2.2  | Robinson Chalapud | Team Banco Guayaquil-Ecuador |

### Ottobre
| Data | Prova                                                 | Cat. | Vincitore             | Squadra                   |
| ---- | ----------------------------------------------------- | ---- | --------------------- | ------------------------- |
| 3    | Grand Tour de Ciclismo de SC (2023)                   | 1.2  | Leangel Rubén Linarez | Venezuela                 |
| 4    | GP Urubici de Ciclismo (2023)                         | 1.2  | Roderick Asconeguy    | Uruguay                   |
| 5    | GP Internacional de Ciclismo de Santa Catarina (2023) | 1.2  | Juan Felipe Rodriguez | Pío Rico-Alcaldía La Vega |

## Classifiche
Aggiornato al 10/10/23 

### Classifica individuale
La classifica è composta da tutti i corridori del continente che abbiano ottenuto punti nell'UCI World Ranking.  
| Pos. | Corridore             | Squadra  | Punti    |
| ---- | --------------------- | -------- | -------- |
| 1    | Sepp Kuss             | Jumbo    | 2 612,50 |
| 2    | Neilson Powless       | EF       | 2 242,71 |
| 3    | Matteo Jorgenson      | Movistar | 1 567    |
| 4    | Santiago Buitrago     | Bahrain  | 1 526,33 |
| 5    | Michael Woods         | Israel   | 1 478    |
| 6    | Brandon McNulty       | UAE      | 1 407,43 |
| 7    | Derek Gee             | Israel   | 1 151    |
| 8    | Einer Rubio           | Movistar | 1 119,39 |
| 9    | Juan Sebastián Molano | UAE      | 892,48   |
| 10   | Richard Carapaz       | EF       | 879      |

### Classifica a squadre
La classifica viene calcolata sommando i punti della classifica individuale dei migliori 8 ciclisti per squadra.
| Pos. | Squadra                             | Punti  |
| ---- | ----------------------------------- | ------ |
| 1    | Human Powered Health                | 1 782  |
| 2    | Team Medellín-EPM                   | 1 551  |
| 3    | Panamá es Cultura y Valores         | 994    |
| 4    | Hagens Berman Axeon                 | 646    |
| 5    | EF Education–Nippo Development Team | 489,75 |
| 6    | Movistar-Best PC                    | 451    |
| 7    | GW Shimano-Sidermec                 | 411    |
| 8    | Swift Carbon Pro Cycling Brasil     | 408    |
| 9    | Team Banco Guayaquil                | 394    |
| 10   | Team Novo Nordisk                   | 386    |

### Classifica per nazioni
La classifica viene calcolata sommando i punti dei migliori 8 ciclisti per nazione.
| Pos. | Nazione     | Punti    |
| ---- | ----------- | -------- |
| 1    | Stati Uniti | 9 702,64 |
| 2    | Colombia    | 6 256,61 |
| 3    | Canada      | 3 980    |
| 4    | Ecuador     | 2 559,17 |
| 5    | Venezuela   | 1 133    |
| 6    | Panama      | 910      |
| 7    | Argentina   | 880,25   |
| 8    | Uruguay     | 762      |
| 9    | Brasile     | 620      |
| 10   | Cile        | 576      |

### Classifica per nazioni U23
La classifica viene calcolata sommando i punti dei migliori 8 ciclisti per nazione della categoria U23.
| Pos. | Nazione     | Punti |
| ---- | ----------- | ----- |
| 1    | Stati Uniti | 1 535 |
| 2    | Colombia    | 409   |
| 3    | Canada      | 379,6 |
| 4    | Cile        | 353   |
| 5    | Messico     | 324   |
| 6    | Panama      | 282   |
| 7    | Costa Rica  | 230   |
| 8    | Venezuela   | 206   |
| 9    | El Salvador | 198   |
| 10   | Uruguay     | 190   |